# I когорта нориков
I когорта нориков (лат. Cohors I Noricorum) — вспомогательное подразделение армии Древнего Рима.
Данное подразделение дислоцировалось между 80 и 85 годом в Паннонии, но, возможно, оно находилось там уже в период правления династии Юлиев-Клавдиев, возможно, в северном секторе Верхней Паннонии. Она упоминается в надписи, датированной 110 годом, согласно которой когорта была в Нижней Паннонии. Историк Карл Штробль считает, что она находилась в резерве в течение всех дакийских войн. Подразделение упоминается в многочисленных военных дипломах из Нижней Паннонии от 114, 135, 139, 143, 148 157, 159 и 167 года. Надпись, найденная вблизи форта Осцени, подтверждает её дальнейшее нахождение в этой провинции в III веке.